# Piccolo Giro di Lombardia 2012
Il Piccolo Giro di Lombardia 2012, ottantaquattresima edizione della corsa e valida come evento dell'UCI Europe Tour 2012 categoria 1.2 riservato a Under 23 e dilettanti, si svolse il 6 ottobre 2012 su un percorso di 169 km. Fu vinta dallo sloveno Jan Polanc, al traguardo con il tempo di 3h56'33" alla media di 42,86 km/h.
Al traguardo 56 ciclisti portarono a termine il percorso.

## Ordine d'arrivo (Top 10)
| Pos. | Corridore             | Squadra        | Tempo    |
| ---- | --------------------- | -------------- | -------- |
| 1    | Jan Polanc            | Radenska       | 3h56'33" |
| 2    | Davide Villella       | Colpack        | a 27"    |
| 3    | Enrico Barbin         | Trevigiani     | s.t.     |
| 4    | Michele Simoni        | General Store  | s.t.     |
| 5    | Mirko Tedeschi        | Team Idea      | s.t.     |
| 6    | Mauro Vicini          | Viris Vigevano | s.t.     |
| 7    | Clément Chevrier      | Chambéry       | s.t.     |
| 8    | Patrick Facchini      | Casati-MI      | s.t.     |
| 9    | Edoardo Zardini       | Colpack        | s.t.     |
| 10   | Sébastien Reichenbach | Maca Loca      | s.t.     |